# Прудников, Михаил Иванович
Михаил Иванович Прудников (род. 1928, Благовещенка, Алтайский край) — советский гребец. Мастер спорта СССР.
Учился в Ленинградском военно-механическом институте.
Выступал за ленинградское спортивное общество «Искра». Становился чемпионом СССР в двойке с рулевым в 1952 году.
Участвовал в Олимпийских играх 1952 года в Хельсинки (девятое место).